# Apiocarpa
Apiocarpa là một chi rêu trong họ Bryaceae.